# Dustin Belt
Dustin Earl Belt, né le 3 décembre 1987 à Wichita dans le Kansas, est un acteur et guitariste américain, membre du groupe Heffron Drive.

## Filmographie
- Poor Paul (série télévisée) : Emcee 
  - It's a Poor Paul Wedding (2009) : Emcee
- The Alyson Stoner Project (2009) (vidéo) : Le guitariste
- Boys Briefs 5 (2008) : Brad (épisode Secrets)
- An Angel Named Billy (2007) : Billy
- August (2007) (court métrage) : August
- Secrets (2007) (court métrage) : Brad